# بشار بنی یاسین
بشار بنی یاسین (عربی: بشار مصطفى بني ياسين؛ زادهٔ ۱ ژوئن ۱۹۷۷) بازیکن فوتبال اهل اردن بود.
از باشگاه‌هایی که در آن بازی کرده‌است می‌توان به باشگاه فوتبال الجزیره (امان)، باشگاه ورزشی الوحدات، باشگاه فوتبال صور، باشگاه فوتبال الحزم عربستان سعودی، و باشگاه ورزشی المحرق اشاره کرد.
وی همچنین در تیم ملی فوتبال اردن بازی کرده‌است.